# Patrick Appriou
Pour les articles homonymes, voir Appriou.
Patrick Appriou (né le 28 juillet 1965 à Papeete) est un footballeur international tahitien.

## Biographie
Le 20 avril 1988 avec l'Olympique de Marseille, Patrick Appriou dispute la demi-finale retour de la Coupe d'Europe des vainqueurs de coupe face à l'Ajax Amsterdam, en remplaçant Patrice Eyraud à la 57e minute du match (défaite de l'OM 2-1).
En 1996, il devient finaliste avec sa sélection nationale de la Coupe d'Océanie de football. Titulaire lors de la finale, son équipe s'incline 5-0 contre l'Australie.

## Palmarès
- Équipe de Tahiti de football
  - Coupe d'Océanie de football
    - Finaliste : 1996